# Sasko-jenské vévodství
Sasko-jenské vévodství (německy Herzogtum Sachsen-Jena) je jedno z tzv. ernestinských vévodství nacházejících se v dnešním Durynsku.
Vévodství vytvořil v roce 1672 vévoda Vilém Sasko-Výmarský pro svého syna Bernarda. Po smrti Jana Viléma (v 15 letech, bez dědiců), jediného Bernardova syna, připadlo vévodství zpátky k Sasko-Výmarsku.

## Sasko-jenští vévodové
- 1672–1678, Bernard Sasko-Jenský (1638–1678)
- 1678–1690, Jan Vilém Sasko-Jenský (1675–1690; protože mu byly jen 3 roky, vládl za něj regent Jan Arnošt II. Sasko-Výmarský)